# Comté de Schwerin
Pour les articles homonymes, voir Schwerin.
1167–1358
Entités précédentes :
- Abodrites

Entités suivantes :
- Duché de Mecklembourg

Le comté de Schwerin (en allemand : Grafschaft Schwerin) fut une principauté du Saint-Empire romain germanique.

## Histoire
Dans le cadre de ses avances militaires aux pays des Slaves (« Wendes ») à l'Est, Henri le Lion, duc de Saxe, s'empare de la ville de Schwerin (Zuarin) après sa victoire sur Niklot, prince des Abodrites, en 1160. L'année suivante, il attribue la ville et sa région à l'un de ses plus fidèles compagnon de lutte, Gosselin de Hagen. Lorsqu'en 1167 le prince slave Pribislav de Mecklembourg, s'étant reconnu vassal du duc de Saxe, reprit possession des pays abodrites, le château-fort de Schwerin et tous les fiefs attenant furent exclus de cet accord, pour demeurer propriété de Gosselin et de sa descendance. Il devient ainsi le premier comte de Schwerin.
Le comté reste aux descendants de Gosselin Ier jusqu'en 1358. Après le déposition d'Henri le Lion en 1180 par l'empereur Frédéric Barberousse, l'influence danoise grandit dans la région. En 1190, le comte Helmold, fils de Gosselin Ier, s'est battu en vain pour le pouvoir dans le comté de Holstein ; ses frères cadets Gosselin II et Henri Ier ont pu acquérir les seigneuries de Wittenburg et de Boizenburg vers l'an 1204. En 1214, ils devaient prêter serment de fidélité au roi Valdemar II de Danemark puis accepter la régence de son neveu le comte Albert II de Weimar-Orlamünde.
Dans la nuit du 7 mai 1223, le roi Valdemar II et son fils et héritier Valdemar le Jeune, sont capturés par trahison sur l'île Lyø dans la mer Baltique par leur vassal le comte Henri Ier de Schwerin qui les emprisonne. Albert II de Weimar-Orlamünde commence des négociations pour obtenir la libération du roi, mais la situation a atteint son point critique à la bataille de Mölln en janvier 1225 où les Danois furent battus. La défaite de Valdemar II à la bataille de Bornhöved, le 22 juillet 1227, a mené à la fin définitive de leur domination. Le petit-fils du duc Henri le Lion, Othon de Brunswick qui avait participé aux combats aux côtés des Danois est resté en captivité jusqu'en 1229.
La lignée directe de la maison de Schwerin s'éteint à la mort du comte Henri III en 1344. Son petit neveu Othon lui succèda, mais il meurt sans héritiers en 1357. L'année suivante, le duc Albert II de Mecklembourg acquiert le comté. Les descendants du frère cadet d'Othon, Nicolas III de Schwerin, continue à régner sur le comté de Tecklembourg en Westphalie jusqu'en 1557. 

## Liste des comtes de Schwerin
- 1167-1185 : Gosselin Ier
- 1185-1194 : Helmold Ier
- 1195-1220 : Gosselin II
- 1200-1228 : Henri Ier « le Noir »
- 1228-1274 : Gosselin III
- 1262-1295 : Helmold III
- 1296-1307 : Gosselin V
- 1296-1344 : Henri III
- 1344-1357 : Othon Ier

## Généalogie
- Gosselin Ier († 1185), comte de Schwerin (1167-1185)
  - Helmold Ier († 1206), comte de Schwerin (1185-1194)
  - Hermann († 1228), évêque de Schwerin (1191-1195)
  - Gosselin II († vers 1221), comte de Schwerin (1195-1220)
  - Henri Ier († vers 1228), comte de Schwerin (1200-1228)
    - Gosselin III († 1274), comte de Schwerin (1228-1274)
      - Helmold III († vers 1297), comte de Schwerin (1262-1295)
        - Gosselin V († vers 1307), comte de Schwerin (1296-1307)
        - Henri III († 1344), comte de Schwerin (1296-1344), Boizenburg et Crivitz

      - Gosselin IV († vers 1283)
      - Henri II († avant 1267)
      - Jean († vers 1300)
      - Nicolas Ier († 1323), comte de Wittenburg, Boizenburg et Crivitz
        - Gosselin VI († 1327), comte de Wittenburg (1323-1327)
          - Othon Ier († 1357), comte de Wittenburg (1328), comte de Schwerin (1344-1356)
            - Richardis ép. Albert III de Mecklembourg

          - Nicolas (III) († vers 1367), comte de Tecklembourg
            - comtes de Tecklembourg

        - Nicolas II († 1349-1350), comte de Wittenburg

    - Helmold II († vers 1267), comte de Boizenburg

  - Frédéric († vers 1240), évêque de Schwerin (1238-1239)
  - Oda ép. Niels de Halland, fils de Valdemar II de Danemark